# Eriocaulon laosense
Eriocaulon laosense är en gräsväxtart som beskrevs av Harold Norman Moldenke. Eriocaulon laosense ingår i släktet Eriocaulon och familjen Eriocaulaceae.

## Underarter
Arten delas in i följande underarter:
- E. l. laosense
- E. l. maxwellii